# Resolució 2335 del Consell de Seguretat de les Nacions Unides
La Resolució 2335 del Consell de Seguretat de les Nacions Unides, fou adoptada per unanimitat el 30 de desembre de 2016. El Consell va autoritzar que el dipòsit fiduciari que cobria costos i danys en relació amb el Programa Petroli per Aliments es mantingués durant mig any més.
El secretari general Ban Ki-moon va informar que l'Iraq i les Nacions Unides havien acordat en gran manera el 2016 sobre els danys que el país havia de pagar. No obstant això, es necessitava més temps per tractar-ho tot, i va demanar que mantingués el projecte de llei durant sis mesos més.
Segons els Estats Units, que havien presentat la resolució, encara hi havia alguns problemes pendents entre l'Iraq i les Nacions Unides, però el cas se solucionaria previsiblement en el futur.

## Antecedents
El 2 d'agost de 1990, l'Iraq va envair i ocupar Kuwait. El Consell de Seguretat va condemnar la invasió el mateix dia a través de la resolució 660 i posteriorment als Estats membres se'ls va donar carta blanca per alliberar Kuwait. A la fi del mes de febrer de 1991, la lluita s'havia resolt i l'Iraq va acceptar totes les resolucions adoptades de l'ONU. Després d'això es va crear el programa Petroli per Aliments per satisfer les necessitats humanitàries de la població iraquiana.

## Contingut
Mitjançant la Resolució 1958, el Consell de Seguretat havia demanat al secretari general que obrís en 2010 un dipòsit fiduciari per cobrir els costos relacionats amb la finalització del Programa Petroli per Aliments i els danys a les Nacions Unides. Durant sis anys hi havia 150 milions de dòlars dipositats. El que quedava s'hauria de lliurar al govern iraquià el 31 de desembre de 2016. Aquesta data es va traslladar ara al 30 de juny de 2017.